# Музаффар-шах III
Шамс-уд-Дин Музаффар-шах III (? — 24 декабря 1592) — последний гуджаратский султан из династии Музаффаридов (1561—1573, 1583).

## Правление
После убийства в 1561 году гуджаратского султана Ахмад-шаха III (1554—1561) крупный сановник и первый министр Итимад-хан возвел на султанский престол Музаффара-шаха III, который, как утверждал сам Итимад-хан, был посмертным сыном Махмуд-шаха. Согласно Абу-ль-Фадлю, Музаффар, настоящее имя которого было Натху, был простолюдином. Вскоре временщик Итмад-хан двинулся на Патан, чтобы сокрушить род Фаулади. Другие гуджаратские дворяне, не желая уничтожения Фаулади, вступили с ними в тайную переписку и отступили перед решающим сражением. Дворяне теперь стали независимыми в своих джагирах, хотя все они ещё признавали номинальную зависимость от султана. Итимад-хан вынужден был отступить в Ахмадабад, где стал готовиться к новому походу на Фаулади. Однако гуджаратские дворяне вновь не поддержали Итимад-хана. Один из них, Тат-хан Гори из Джунагадха, которого Итимад-хан хотел умертвить, бежал в Сорат, где открыто перешел на сторону рода Фаулади. Другой сановник, Саяд Миран уехал из Ахмадабада в своё имение в Дхолке, соединился в Ранпуре с Татар-ханом. Они оба присоединились к Фаулади в Патане. Итимад-хан, собрав силы, выступил в новый поход на Патан, но потерпел поражение в битве и вынужден был отступить в Ахмадабад. При посредничестве Саяд Мирана был заключен мир. Вскоре Итимад-хан пригласил в столицу Чангис-хана, сына Имада-уль-Мулька Руми, где убедил его присоединиться к походу на Фаулади. Во время похода на Патан скончался Муса-хан Фаулади, после чего Чангис-хан отказался продолжать поход. Итимад-хан вынужден был вновь вернуться в Ахмадабад.
Фактически правителем султаната был Итимад-хан, который не пользовался доверием остальной гуджаратской знати. В это время сыновья Султана Хусейна из Хорасана поссорились с могольским императором Акбаром и прибыли в Гуджарат, где присоединились к Чангис-хану. Чангис-хан предложил Шер-хану Фаулади изгнать Итимад-хана и разделить между собой Гуджарат. Столица и земли к югу от Сабармати должны были отойти Чангис-хану, а земли к северу — Шер-хану Фаулади. Они объединили свои силы и выступили на Ахмадабад. Саяд Миран убедил Шер-хана остаться в Кади. В окрестностях Ахмадабада произошла битва между Чангис-ханом и Итимад-ханом. Последний был разбит и вместе со своим султаном бежал в Модасу, а Чагис-хан овладел столицей. Шер-хан Фаулади подчинил своей власти гуджаратские земли к югу от Сабармати. Между тем Итимад-хан призывал хандешского султана Мирана Мухаммад-шаха оказать ему военную помощь, а Чангис-хан приглашал Итимад-хана вернуться. Итимад-хан прибыл в Мехмудабад и, получив сведения, что султан Хандеша потерпел поражение и покинул пределы Гуджарата, взял с собой Музаффар-шаха и вернулся через Модасу в Дунгарпур. Чангис-хан удерживал Ахмадабад, а Шер-хан находился в Кади. Все главные сановники Гуджарата, включая Хабши, перешли на сторону Чангис-хана, который стал готовиться к борьбе против Шер-хана Фаулади.
Вскоре вельможи Алаф-хан и Джуджар-хан Хабши получили информацию, что Чангис-хан решил их убить. Тогда они решили его опередить и убили нового временщика. Мирзы (сыновья Султана Хусейна) захватили крепости Бхаруч, Барода (ныне Вадодара) и Чампанер. Шер-хан Фаулади выступил на Кади в поход на Ахмадабад, потребовав от братьев Хабши сдать ему столицу. Во время переговоров с Шер-ханом Хабши тайно пригласили Итимад-хана, который вместе с Музаффар-шахом вступил в столицу. Место Чангис-хана занял Итимад-хан, а разделение Гуджарата между Чангис-ханом и Шер-ханом должно быть сохранено. Вскоре Итимад-хан поссорился с братьями Хабши и удалился от управления. Алаф-хан и Джудхар-хан поссорились между собой из-за раздела имущества Чангис-хана. Алаф-хан покинул Ахмадабад и примкнул к Шер-хану Фаулади, который выступил из Кади и осадил столицу. Итимад-хан обратился за помощью к мирзам. Мирза Ибрагим Хусейн выступил из Бхаруча и заставил Шер-хана снять осаду со столицы.

### Акбар покоряет Гуджарат
В то же время Итимад-хан обратился за помощью к могольскому императору Акбару, который решил воспользоваться предложением первого, чтобы изгнать из Гуджарата сыновей Султана Хусейна. В начале июля 1572 года Акбар во главе могольской армии выступил в поход на Гуджаратский султанат.
При получении известий о вторжении могольской армии Ибрагим Хусейн мирза вернулся в Бхаруч, а войско Фаулади рассеялось. Акбар выступил из Дизы в Патан, а оттуда на Джотан. Акбар вступил в Ахмадабад без боя 18 ноября 1572 года. Музаффар-шаха схватили, когда он прятался на хлебном поле. Акбар пощадил его и передал под стражу одному из своих вельмож. Когда могольская армия достигла Кади, Итимад-хан, Ихтияр-хан, Алаф-хан и Джуджар-хан прибыли на аудиенцию к императору Акбару. По приказу Акбара братья Алаф-хан и Джуджар-хан были заключены в тюрьму. Акбар приказал арестовать Итимад-хана и выступил из Ахмадабада на Хамбхат. В это время принцы Ибрагим-мирза занимал Бароду, Мухаммад Хусейн-мирза — Сурат, а Шах-мирза — Чампанер. Первым субадаром (наместником) Гуджараской субы был назначен Мирза Азиз Кока (1542—1624). Акбар изгнал сыновей Султана Хусейна из Гуджарата. Город-порт Сурат был осажден могольской армией и после месячной осады капитулировал. Акбар назначил наместником в Сурате Калидж-хана и приказал вывести из города в Агру большую пушку Сулеймана, доставленную туда турками-османами для разрушения португальских фортов и оставленную ими в Сурате. По приказу Акбара в Ахмадабаде был казнен Джуджар-хан, ответственный за убийство Чангис-хана. Мухаммад-хан, сын Шер-хана Фаулади, бежавшего в княжество Идар, вернулся в Гуджарат и взял город Патан, в осадив в городской цитадели могольского губернатора Саяда Ахмед-хана Барха. Вскоре Шер-хан Фаулади, укрывшийся в Сорате, узнал о прибытии его сына Мухаммад-хана в Патан, соединился с Мирзой Мухаммадом Хусейном, стоявший в Ранпуре. Они объединили силы в Патане. Могольский субадар Мирза Азиз Кока выступил против восставших и одержал над ними победу. Шер-хан Фаулади нашел убежище в Сорате, его сын Мухаммад-хан бежал в Идар, а Мирза Мухаммад Хусейн отступил к границей с Хадешем. В 1573 году после завоевания Гуджарата могольский император Акбар вернулся в Агру с Музаффаром Шахом в качестве пленника.

### Возвращение Музаффар Шаха III
С 1573 по 1583 год могольские субадары Мирза Азиз Кока, Мирза Хан и Шахаб-уд-дин, назначаемые Акбаром, управляли Гуджаратом. Акбар посадил Музаффара в тюрьму в Агре, но он смог бежать в 1583 году в Гуджарат. Некоторое время Музаффар находился в Раджпипле, а затем перебрался в окрестности Сората, собирая силы для борьбы с моголами.
В 1583 году новым наместником Гуджарата был назначен Итимад-хан, который сменил на этом посту Шахаб-уд-Дина. В это время могольский конный отряд (700—800 чел.), отделившись от войска Шахаб-уд-дина, остался в Гуджарате в надежде, что их примет на службу новый наместник. Но Итимад-хан отказался братья их к себе на службу, тогда они присоединились в беглому Музаффар-шаху. Вместе с 3-4-тысячным войском Музаффар выступил из Кади в поход на Ахмадабад. Узнав об этом, Итимад-хан, оставив в Ахмадабаде своего сына Шер-хана, устремился за Шахаб-уд-Динов в Кади, стал просить его вернуться. Вначале Шахиб-уд-Дин отказывался оказать помощь Итимад-хану, но затем все-таки выступил вместе с ним на столицу.

### Музаффар захватывает Ахмедабад, 1583 год.
В 1583 году Музаффар-шах прибыл к Ахмадабаду и после короткой осады захватил столицу султаната. Шахаб-уд-дин и Итимад-хан не успели оказать помощь осажденному гарнизону и по пути узнали о взятии города. Но они продолжили поход и под стенами Ахмадабада потерпели поражение от Музаффар-шаха, потеряв свой обоз. В конце сражения большая часть армии Итимад-хана и Шаха-уд-Дина перешла на сторону Музаффар-шаха. Итимад-хан и Шахаб-уд-Дин бежали в Патан. Кутб-уд-Дин Мухаммад Хан тках, один из могольских генералов, стоявший с войском на границе с Хандешем, двинулся маршем на Бароду. Музаффар-шах с большим войском выступил из столицы против Кутб-уд-Дина и осадил его в Бароде. Получив заверения Музаффара, что ему будет сохранена жизнь, Кутб-уд-Дин прибыл в лагерь врага, чтобы договориться о мире. Вначале его встретили в почтением, но на следующий день он был убит.

### Битва при Фатехвади
Узнав о восстании в Гуджарате, могольский император Акбар в конце 1583 года назначил новым субадаром Мирзу Абдур-Рахима Хана, который с большой армией выступил на подавление восстания. Музаффар-шах, узнав о наступлении нового наместника с большими силами, вернулся в Ахмадабад и в 1584 году вступил в битву с могольской армией между Саркхеем и гробницей Шах Бхикана. Музаффар-шах потерпел полное поражение и бежал в Хамбхат, преследуемый Мирзой Абдур-Рахим Ханом. Получив сведения, что Мирза Абдур-Рахим Хан с могольской армией отступил в Малву, Музаффар-шах покинул Хамбхат и прибыл в Раджпиплу. После ещё одного поражения в горах Раджпиплы Музаффар-шах бежал вначале в Патан, а затем в Идар, откуда прибыл в окрестности Сората. В награду за две победы Акбар пожаловал Мирзе Абдур-Рахиму Хану титул «Хан-и-ханан». После сдачи Бхаруча Музаффар-шах нашел приют у Амина хана Гори в Джунагадхе, который предоставил ему город Гондал в качестве резиденции. Музаффар решил вновь попытаться вернуть себе султанский престол. Он двинулся на Морви, откуда совершил набег на Радханпур и разграбил этот город, но вскоре вынужден был отступить в Катхиявар.
Хан-и-ханан с могольской армией выступил против Музаффар-шаха в Сорат. Джам Сатаджи из Наванагара и Амин-хан отправили своих посланцев навстречу наместнику, заявив, что они укрывают у себя Музаффара, который действует без их помощи. Гуджаратский субадар согласился не трогать их, но при условии, что они не станут помогать Музаффару и давать ему приют, а сам продолжил свой поход. В Уплете Хан-и-ханан получил данные, что Музаффар-шах находится в окрестностях крепости Джунагадха. Музаффар-шах через Наванагар и Гуджарат отступил к Данте. Он потерпел поражение от гарнизона Пранитджа и в третий раз укрылся в Раджпипле. Гуджаратский наместник выступил на Наванагар, чтобы наказать Джама Сатаджи. Получив от последнего в качестве дара слона и несколько ценных лошадей, он вернулся в Ахмадабад. Затем Хан-и-ханан отправил отряд против Газни-хана из Джалора, который поддержал Музаффара. Газни-хан вынужден был подчиниться могольскому наместнику.

### Битва при Бхучар Мори
В 1587 году Хан-и-ханан был заменен Исмаилом Кули-ханом в качестве губернатора Гуджарата. Новый наместник правил всего несколько месяцев, когда его сменил Мирза Азиз Кока, который во второй раз был назначен субадаром Гуджарата. В 1591 году Музаффар снова вернулся в Сорат. К нему присоединились Джам Сатаджи из Наванагара, главы княжества Кач и Даулат-хан Гори (сын Амин-хана). Могольский наместник с большой армией выступил в поход на Сорат, а оттуда двинулся на Наванагар. В июле 1591 года в сражении у деревни Бхучар Мори, в окрестностях Наванагара, состоялась упорная битва, в ходе которой Музаффар-шах потерпел поражение. Музаффар, Джам Сатаджи и Даулат-хан, который был ранен, бежали в крепость Джунагах. Наванагар был разграблен. Вскоре могольские войска осадили крепость Джунагах. Даулат-хан умер от полученных ран. Из-за нехватки зерна гуджаратский субадар вынужден был снять осаду с крепости и отступил в Ахмадабад. Через семь или восемь месяцев Мирза Азиз Кока предпринял второй поход на крепость Джунагах. Джам Сатаджи из Наванагара, который был лишен княжества и находился в изгнании, отправил посольство и пообещал субадару поддержать могольскую армию, если ему будет возвращено его княжество. Гуджаратский наместник согласился при условии, что во время операций против Джунагаха Джам Сатаджи будет снабжать императорскую армию зерном. Джам Сатаджи согласился помочь зерном, и после трехмесячной осады гарнизон крепости капитулировал.

### Последние дни
Затем пришло известие, что Музаффар-шах нашел убежище в Дварке (также известной как Джагат). Могольский губернатор сразу же отправил войско под командованием Науранг-хана за ним в погоню. Музаффар-шах с несколькими спутниками бежал в княжество Кач. Гуджаратский наместник прибыл в Морби, куда к нему прибыл Джам Сатаджи из Наванагара, чтобы засвидетельствовать своё почтение. Вождь Куча Рао Бхарамалджи отправил послание могольскому наместнику, что если он воздержится от вторжения в его княжество и отдаст ему район Морви, он сообщит ему, где находится Музаффар-шах. Хан-и-ханам согласился на эти условия, и вождь Куча взял в плен Музаффара и передал его могольскому отряду, посланному наместником для его доставки.
Отряд, строго охранявший пленника, быстро двинулся на Морви, но в Дхроле, в окрестностях Наванагара (ныне — Джамнагар) Музаффар покончил с собой, перерезав себе горло ножом. Гуджаратский наместник отправил голову Музаффара ко двору падишаха Акбара.